# Kicking Horse
Kicking Horse is een plaats (census-designated place) in de Amerikaanse staat Montana, en valt bestuurlijk gezien onder Lake County.

## Demografie
Bij de volkstelling in 2000 werd het aantal inwoners vastgesteld op 80.

## Geografie
Volgens het United States Census Bureau beslaat de plaats een oppervlakte van
9,1 km², waarvan 6,4 km² land en 2,7 km² water.

## Plaatsen in de nabije omgeving
De onderstaande figuur toont nabijgelegen plaatsen in een straal van 24 km rond Kicking Horse.